# Oxygene 7-13
Oxygene 7-13 —también conocido como Oxygene 2— es el décimo álbum de estudio del compositor y productor musical francés Jean-Michel Jarre, publicado el 20 de mayo de 1997 por Disques Dreyfus y distribuido por Epic Records y Sony Music.

## Antecedentes
Este álbum es una continuación directa del primer álbum de estudio oficial de Jarre; Oxygene, lanzado entre 1976 y 1977. Emulando el sonido pero no la atmósfera del álbum original, Jarre mezcla su característico estilo con las tendencias musicales populares de la época, orientando su sonido al Techno y al Trance. Para lograr imitar muchos de los sonidos del primer Oxygene y usarlos en nuevas composiciones, Jean-Michel hizo uso de variados instrumentos analógicos que anteriormente usó en la década de los '70, como el sintetizador ARP 2600, el EMS Synthi AKS y el EMS VCS 3, sumados a instrumentos de mayor tecnología de la época.

## Recibimiento
El álbum no obtuvo el mismo éxito de la obra prima de Jean-Michel, sino una repercusión moderada entre los fanes y seguidores del músico. Dentro de la campaña promocional del álbum se publicaron tres sencillos de este, correspondientes a las partes 7, 8 y 10 del disco, donde la parte 8 tuvo mayor éxito comercial.
Se considera a este trabajo como el último marcado por el estilo «clásico» del francés dentro de su extensa discografía, dado que en los años siguientes incursionaría en otros estilos y subgéneros de la música electrónica, prueba de ello fue el crucial cambio que presentó en su siguiente trabajo de estudio Metamorphoses (2000). También fue el último disco que contó con la participación del ingeniero de sonido Michel Geiss, quien acompañó a Jarre por poco más de veinte años hasta entonces.
Motivado por este lanzamiento y por la exploración de Jarre en otros y modernos géneros de la electrónica, al año siguiente se publica un álbum de remixes de Oxygene 7-13, llamado Odyssey Through O2, en el cual diversos productores y DJs de la escena musical de aquel entonces dan a conocer su trabajo versionando y modificando varios temas del álbum original.
Cuando «Oxygene, Pt. 8» iba a ser lanzado como principal single de este álbum se barajaron múltiples remixes como b-sides (temas de acompañamiento de la versión original), entre ellas estaba Toxygene, remix producido por el conjunto musical The Orb, mas esta versión fue rechazada por Jarre por escapar demasiado a la idea original del tema, sin embargo el conjunto inglés lanzó por su cuenta su remix como sencillo propio, además fue incluido en su álbum de estudio Orblivion, también de 1997.

## Oxygene Trilogy
Transcurridos 19 años desde el lanzamiento original de Oxygene 7-13, el 2 de diciembre de 2016, Jean-Michel publica una secuela directa a este trabajo: Oxygene 3 (partes 14 a 20) y 7-13 pasa a llamarse en la trilogía simplemente como «Oxygene 2».

## Reedición 2018
En el segundo semestre de 2018 Oxygene 7-13 vuelve a ver la luz bajo su título original y con el audio remasterizado de 2016, siendo publicado en formato digital en las principales tiendas virtuales y servicios de streaming el 24 de agosto de ese año, coincidiendo con el 70° cumpleaños de Jarre. Más tarde, el 14 de septiembre es lanzado en CD en todo el mundo, pero con modificaciones en su diseño.
La portada del álbum es obra del artista francés Michel Granger, quien ha colaborado con Jarre anteriormente cediendo los permisos de variadas obras suyas para ser usadas como portadas.
Oxygene 7-13 fue dedicado a la figura de Pierre Schaeffer, mentor de Jean-Michel en su paso por el Groupe de Recherches Musicales.

## Lista de temas

### Edición 1997 en Casete y Vinilo
| Oxygene 7-13 (Casete / Vinilo - Lado A) |                                       |                      |  |
| N.º                                     | Título                                | Duración             |  |
| 1.                                      | «Oxygene, Pt. 7 Part 1 Part 2 Part 3» | 11:41 4:19 3:46 3:36 |  |
| 2.                                      | «Oxygene, Pt. 8»                      | 3:54                 |  |
| 3.                                      | «Oxygene, Pt. 9 Part 1 Part 2 Part 3» | 6:13 1:54 1:55 2:24  |  |
| 21:48                                   |                                       |                      |  |

| Oxygene 7-13 (Casete / Vinilo - Lado B) |                   |          |  |
| N.º                                     | Título            | Duración |  |
| 4.                                      | «Oxygene, Pt. 10» | 4:16     |  |
| 5.                                      | «Oxygene, Pt. 11» | 4:58     |  |
| 6.                                      | «Oxygene, Pt. 12» | 5:36     |  |
| 7.                                      | «Oxygene, Pt. 13» | 4:23     |  |
| 19:13                                   |                   |          |  |

### Edición Digital 1997 y 2018
| Oxygene 7-13 (CD / Streaming / Descarga) |                                       |                      |  |
| N.º                                      | Título                                | Duración             |  |
| 1.                                       | «Oxygene, Pt. 7 Part 1 Part 2 Part 3» | 11:41 4:19 3:46 3:36 |  |
| 2.                                       | «Oxygene, Pt. 8»                      | 3:54                 |  |
| 3.                                       | «Oxygene, Pt. 9 Part 1 Part 2 Part 3» | 6:13 1:54 1:55 2:24  |  |
| 4.                                       | «Oxygene, Pt. 10»                     | 4:16                 |  |
| 5.                                       | «Oxygene, Pt. 11»                     | 4:58                 |  |
| 6.                                       | «Oxygene, Pt. 12»                     | 5:36                 |  |
| 7.                                       | «Oxygene, Pt. 13»                     | 4:23                 |  |
| 41:01                                    |                                       |                      |  |

- Datos: Q1064910